# Малый Ситкин
Остров Малый Ситкин — (англ. Little Sitkin Island, алеут. Sitignax̂, Ситигнаҳ ) — необитаемый вулканический остров в группе Крысьих островов в составе Алеутских островов. Расположен к востоку от острова Давыдова. Имеет округлую форму, диаметр — несколько километров. Несмотря на своё название, он имеет примерно такой же размер, как и остров Большой Ситкин.